# Tirukoneswaram
Koordinaten: 8° 34′ 57″ N, 81° 14′ 44″ O

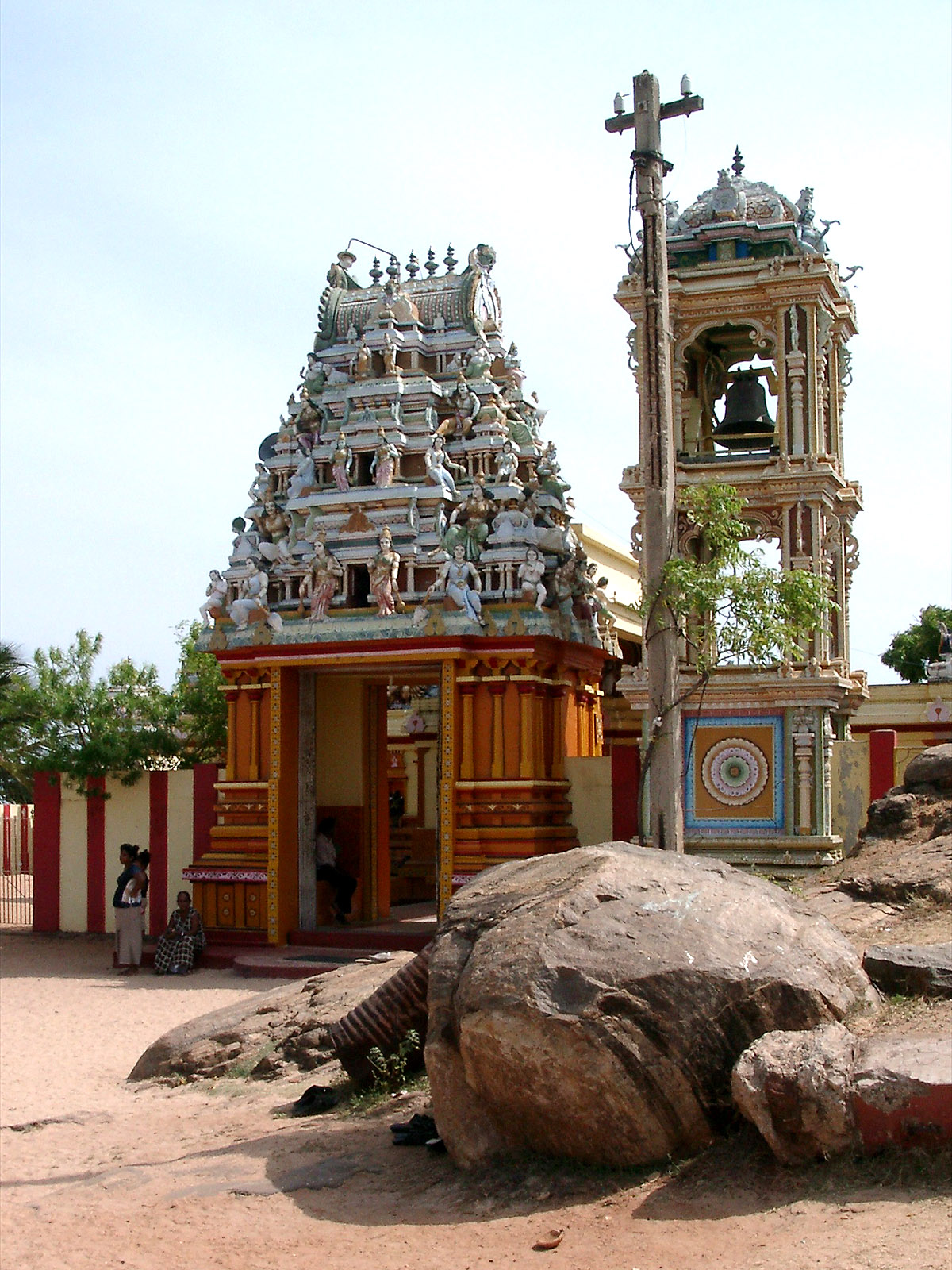
Gopuram mit Glockenturm

Tirukoneswaram (Tamil திருக்கோணேச்சரம்) ist ein Shiva-Tempel in Trincomalee. Er gehört zu den sieben wichtigsten Shiva-Tempeln von Sri Lanka.

## Die Geschichte
Der Tirukoneswaram-Tempel wurde auf dem Gipfel eines Bergs erbaut, der als „Swami Rock“ oder „Drei Swami Rock“ bekannt ist. Wegen seiner ungewöhnlichen Größe wurde er in ganz Indien bekannt. Bereits im 7. Jahrhundert besang Tirujnana Sambandar, ein Shiva-Heiliger den Tempel in seinen Liedern. Dies ist der früheste Hinweis auf den Tempel.
Die Pallava-Könige von Südindien hatten erheblichen Einfluss auf die Region, vor allem zur Zeit des Königs Manavanna (668–703 n. Chr.), wie Sanskrit-Inschriften aus Tiriyayi, das 29 km nördlich von Trincomalee liegt, bezeugen. Vermutlich ist der Tempel in der Zeit der Pallava-Dynastie erweitert worden. Alte Beschreibungen von „Tausend Säulen“  lassen einen ehemals großen Tempelkomplex vermuten.
1624 wurde der Shiva-Tempel von den Portugiesen dem Erdboden gleichgemacht und geplündert.